# Col Notre-Dame
Le col Notre-Dame est un col routier des Pyrénées, situé dans le département de l'Aude entre Rodome et le hameau de Gesse dans les gorges de l'Aude. Son altitude est de 958 mètres mais fréquemment indiquée à 950 m.

## Toponymie
L'oratoire Notre-Dame de Bessède, dont l'origine est inconnue et récemment restauré, a donné son nom au col.

## Géographie
Le col se situe à la limite des communes d'Aunat et de Bessède-de-Sault sur le route départementale 20, dans le Pays de Sault.

## Activités

### Cyclisme
Le col est sur le parcours de la 14e étape du Tour de France 2021 partant de Carcassonne pour Quillan au km 132. Il ne présente cependant pas un intérêt dans ce sens pour le classement de la montagne.
Appréciée des cyclistes, la montée depuis Gesse dans les gorges de l'Aude (RD 118) est longue de 6,9 km avec un dénivelé de 396 m et une pente moyenne de 5,7 % avec un maximum à 10 %.